# Army of the Dead
Ne doit pas être confondu avec L'Armée des morts.
Série
Army of Thieves
Pour plus de détails, voir Fiche technique et Distribution.
Army of the Dead, ou L'Armée des morts au Québec, est un film d'horreur américain coécrit, coproduit et réalisé par Zack Snyder et sorti en 2021. Il est diffusé en exclusivité sur Netflix.

## Synopsis
Un convoi militaire, transportant une mystérieuse cargaison venue de la zone 51, est victime d'un grave accident. Un puissant zombie nommé Zeus est libéré et attaque les soldats survivants, non loin de Las Vegas. Très vite, la contamination se propage et des milliers de zombies infestent la ville. La zone est alors mise sous quarantaine. Le président des États-Unis annonce qu'il va procéder à une frappe nucléaire massive pour détruire la ville et les zombies.
À la demande du milliardaire Bly Tanaka, des mercenaires y sont envoyés pour récupérer 200 millions de dollars dans un casino. Scott Ward mène cette équipe notamment composée de Maria Cruz, de la pilote d'hélicoptère Marianne Peters, de l'Allemand Ludwig Dieter (un spécialiste des coffres-forts) et du tireur d'élite mexicain Mikey Guzman. Martin, le bras-droit de Tanaka, se joint également à eux. Pour pénétrer dans cette zone verrouillée, Scott demande de l'aide à sa fille Kate, qui travaille comme bénévole dans un camp de quarantaine près de Vegas. Elle lui présente Lily alias « Coyote » qui connait bien le terrain. Kate, qui entretient des rapports conflictuels avec son père, insiste pour se rendre elle aussi à Las Vegas, pour y retrouver son amie Geeta.
Le groupe devra donner le meilleur de lui-même pour espérer ressortir en vie de Las Vegas avec l'argent promis.

## Fiche technique
Sauf indication contraire, les informations mentionnées dans cette section peuvent être confirmées par la base de données cinématographiques IMDb,  présente dans la section « Liens externes ».
- Titre original, français : Army of the Dead
- Titre québécois : L'Armée des morts
- Réalisation : Zack Snyder
- Scénario : Joby Harold, Shay Hatten et Zack Snyder, d'après une histoire de Zack Snyder
- Direction artistique : Julie Berghoff
- Décors : Henry Arce, Geoffrey S. Grimsman, Gregory S. Hooper et Brett McKenzie
- Costumes : Stephanie Portnoy Porter
- Photographie : Zack Snyder
- Montage : Dody Dorn
- Musique : Junkie XL
- Production : Wesley Coller, Deborah Snyder et Zack Snyder
- Société de production : The Stone Quarry
- Société de distribution : Netflix
- Budget : 90 millions de dollars[2]
- Pays d'origine :  États-Unis
- Langues originales : anglais, espagnol
- Format : couleur
- Genre : horreur, casse, action, science-fiction
- Durée : 148 minutes
- Date de sortie[3] : 
  -  Mondial : 21 mai 2021 (sur Netflix)
- Interdit aux moins de 12 ans

## Distribution
- Dave Bautista (VF : Serge Biavan) : Scott Ward
- Ella Purnell (VF : Camille Timmermann) : Kate Ward
- Omari Hardwick (VF : Baptiste Marc) : Vanderohe
- Ana de la Reguera (VF : Capucine Lespinas) : Maria Cruz
- Theo Rossi (VF : Benjamin Penamaria) : Burt Cummings
- Matthias Schweighöfer (VF : Théo Frilet) : Ludwig Dieter
- Nora Arnezeder (VF : elle-même) : Lily alias « Coyote »
- Hiroyuki Sanada (VF : Omar Yami) : Bly Tanaka
- Garret Dillahunt (VF : Vincent Ropion) : Martin
- Richard Cetrone : Zeus
- Tig Notaro (VF : Julie Dumas) : Marianne Peters
- Raúl Castillo (VF : Alex Fondja) : Mikey Guzman
- Huma Qureshi (VF : Annie Milon) : Geeta
- Samantha Win (VF : Youna Noiret) : Chambers
- Michael Cassidy : le sergent Kelly
- Athena Perample : Alpha Queen

## Production

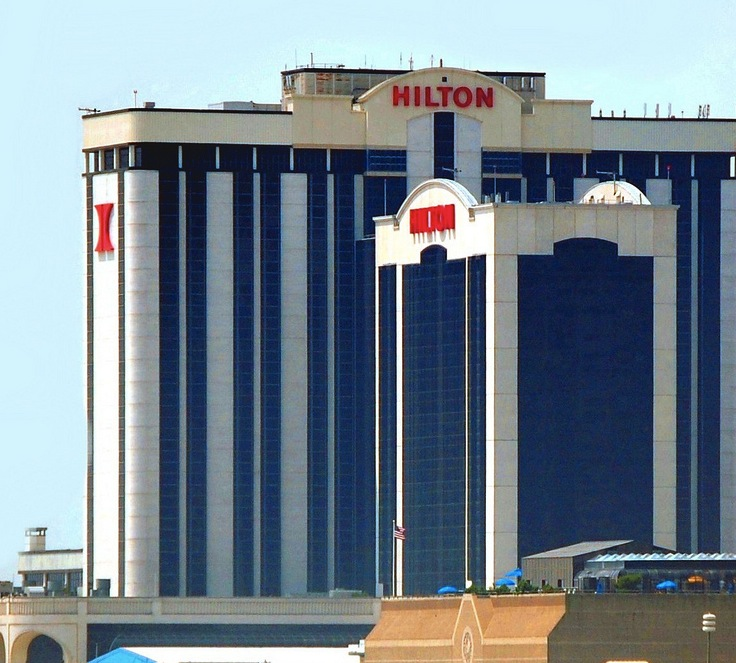
L'équipe tourne notamment dans l'ancien casino Atlantic Club Casino Hotel d'Atlantic City

### Genèse et développement
Le film est initialement prévu comme une suite de L'Armée des morts (Dawn of the Dead), sorti en 2004. Le projet est développé par Universal Pictures et Warner Bros., avec Matthijs van Heijningen Jr. comme réalisateur. En janvier 2019, il est annoncé que Netflix a acquis les droits, alors que Zack Snyder est désormais attaché au poste de réalisateur, avec un script écrit par lui-même et Joby Harold. Le tournage est alors annoncé pour l'été 2019, avec un budget de 90 millions de dollars. James Gunn, scénariste de L'Armée des morts, décline l'offre de participer au film, préférant se concentrer sur The Suicide Squad (2021).
En avril 2019, Dave Bautista est engagé à interpréter un rôle. En mai 2019, Ella Purnell, Ana de la Reguera, Theo Rossi et Huma Qureshi rejoignent à leur tour la distribution. En juillet 2019, c'est au tour de Garret Dillahunt, Raúl Castillo, Omari Hardwick, Chris D'Elia, Hiroyuki Sanada, Nora Arnezeder ou encore Matthias Schweighöfer.

### Tournage
Le tournage débute le 15 juillet 2019 à Los Angeles et à Albuquerque,. Army of the Dead est le premier film de Zack Snyder tourné en numérique. Tous ses précédents films étaient filmés sur pellicule (35 mm ou 65 mm). Seules quelques scènes supplémentaires pour la fin de Zack Snyder's Justice League avaient été filmées avec des caméras numériques.
En raison d'accusations de harcèlement sexuel, Chris D'Elia est retiré du film à l'été 2020. Son personnage est remplacé par un personnage féminin incarné par Tig Notaro. L'actrice tourne alors lors de reshoots pour intégrer son personnage à des scènes déjà tournées.

### Bande originale
La musique du film est composée par Junkie XL. Il retrouve Zack Snyder après Batman v Superman : L'Aube de la justice (2016) et Zack Snyder's Justice League (2021).
Liste des titres
1. Viva Las Vegas (5:55) (interprété par Richard Cheese & Allison Crowe)
2. Scott and Kate Part 1 (5:24)
3. Scott and Kate Part 2 (2:49)
4. Scott and Kate Part 3 (4:42)
5. Toten Hosen (3:56)
6. Swimming Pool (1:05)
7. Not Here (1:50)
8. 3 Flares (4:42)
9. Battle Hallway Part 1 (4:00)
10. Battle Hallway Part 2 (6:41)
11. Zeus and Athena Part 1 (3:17)
12. Zeus and Athena Part 2 (4:14)

On peut par ailleurs entendre dans le film plusieurs chansons non originales mais absente de l'album :
- Suspicious Minds et Night Life d'Elvis Presley
- Bad Moon Rising de Theo Gilmore
- Si Señor de Control Machete
- Götterdämmerung de Richard Wagner
- The End - The Raveonettes
- Do You Really Want to Hurt Me de Culture Club
- Zombie (version acoustique) de The Cranberries

## Accueil
Initialement prévu au cinéma pour 2020, le film sort finalement en mai 2021 en exclusivité sur Netflix. Le 20 juillet 2019, Zack Snyder dévoile sur les réseaux sociaux une première photographie du groupe de mercenaires en s'excusant de ne pas être présent au Comic-Con 2019 car l'équipe est alors en plein tournage,.
Le film reçoit des critiques assez positives. Sur l'agrégateur américain Rotten Tomatoes, il récolte 72 % d'opinions favorables pour 152 critiques et une note moyenne de 6,2⁄10. Le consensus du site est le suivant : « Un mashup de braquage de zombies ambitieux et exagéré, Army of the Dead ramène Zack Snyder à ses racines du genre avec une touche gore appropriée ». Sur Metacritic, il obtient une note moyenne de 57⁄100 pour 40 critiques.
En France, le film obtient une note moyenne de 2,8⁄5 sur le site AlloCiné, qui recense 6 titres de presse.

## Projets dérivés
Avant même la diffusion du film sur Netflix, d'autres œuvres sont annoncées. Une série d'animation spin-off intitulée Army of the Dead: Lost Vegas et développée par Jay Oliva sera diffusée sur Netflix. Un film préquelle, Army of Thieves, réalisé par Matthias Schweighöfer, est tourné en 2020. Il sort sur Netflix fin octobre 2021.